# Voltigero
Los Voltígeros (en francés: Voltigeurs, saltadores) u hostigadores fueron unidades de infantería ligera del Gran Ejército francés creadas por Napoleón en 1804.

## Historia

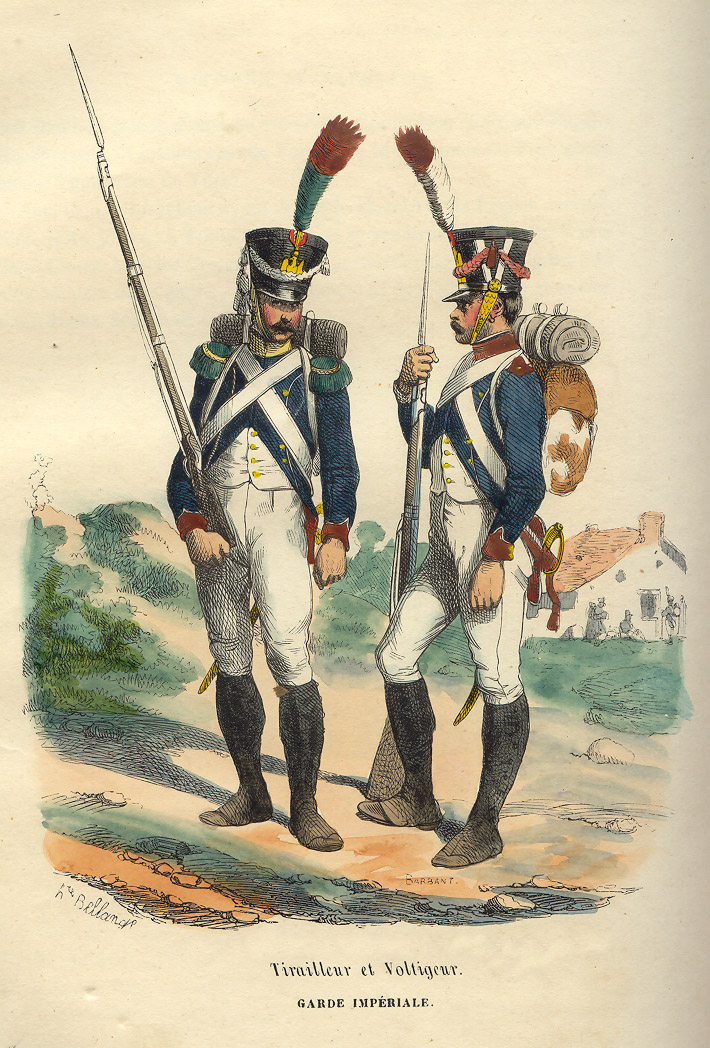
Voltígero (izquierda) y Tirador (derecha).

El origen de los hostigadores se encuentra en los cuerpos precedentes de cazadores y éclaireurs (exploradores) que cumplían la misma función dentro del Ejército Real prerrevolucionario.
Los voltígeros fueron ideados como una especie de dragones, en tanto que acudirían al combate a lomos de caballo, sentados detrás del jinete, para después saltar a tierra y abrir fuego con sus mosquetes. Esta idea fue prontamente abandonada para colocar a los hostigadores en un rol más parecido al de la infantería ligera tradicional, siendo su función básica llevar a cabo acciones de escaramuza con el fin de hostigar al enemigo antes de producirse el enfrentamiento entre la infantería de línea de ambos ejércitos.
Eran uno de los muchos tipos de infantería ligera francesa, entre los que se encontraban los tirailleurs (tiradores), los chasseurs (cazadores) y los éclaireurs (exploradores). Se consideraba que cada una de ellas estaba especializada en alguna tarea en concreto, aunque en la práctica sus funciones eran muy similares.
A partir del 20 de septiembre de 1804 se estableció que cada Regimiento francés de infantería debía constar de cuatro batallones al que se sumaba otro de reserva. Cada batallón estaría formado a su vez por seis compañías, cada una de 120 hombres. De ellas, cuatro eran de fusileros, una de granaderos y una de hostigadores. Esto daba a cada regimiento un número de soldados cercano a los 4000 hombres, de los cuales unos 480 eran hostigadores.
En batalla, cada batallón enviaba  a su compañía de hostigadores varios cientos de pasos por delante, al pas de course (en orden cerrado). Entonces las dos terceras partes de la compañía (unos 80 hombres), quedándose el resto en reserva, avanzarían aún más, en deployez en tirailleur (en orden abierto), hasta establecer contacto con el enemigo. La vanguardia formaba dos filas, manteniendo varios pasos de distancia entre los soldados, y se producía un avance por filas en el que, mientras la primera fila disparaba, la segunda recargaba para a continuación tomar el relevo y disparar sobrepasando la primera fila. De este modo, el frente iba avanzando poco a poco, manteniendo una cortina de fuego constante mediante el relevo por filas y enviando la reserva hombres para cubrir las bajas causadas por el fuego enemigo.
Según el Réglement la línea debía mantenerse en perfecto orden. Sin embargo, era habitual buscar la cobertura de árboles y rocas mientras se producía el avance.
El mayor peligro para los voltígeros, y para la infantería ligera en general, consistía en las cargas de caballería. En esta situación, se tocaba el ralliement y los hombres debían retroceder a la reserva y formar de nuevo. Si no había tiempo, se formaban grupos alrededor de los jefes de pelotón o se ponían a cubierto valiéndose del terreno.

## Equipamiento

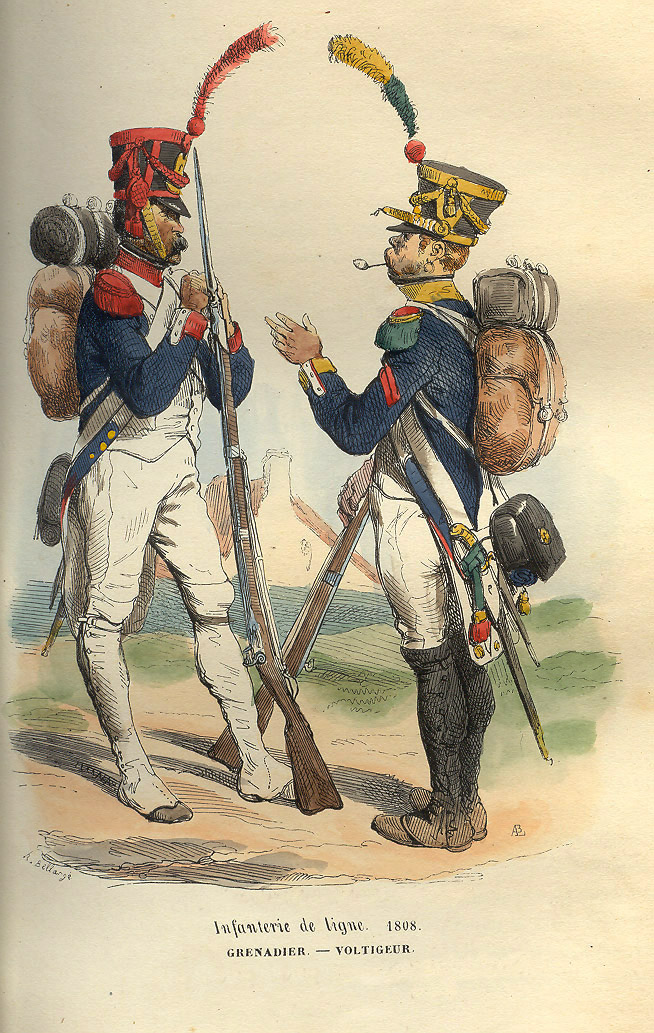
Granadero (izquierda) y Voltígero (derecha) 1808.

Los voltígeros iban armados con mosquete de dragón modelo An IX o bien un fusil de infantería modelo An IX en los que se podía calar una bayoneta. También portaban un sable briquet, normalmente reservado a tropas de élite.

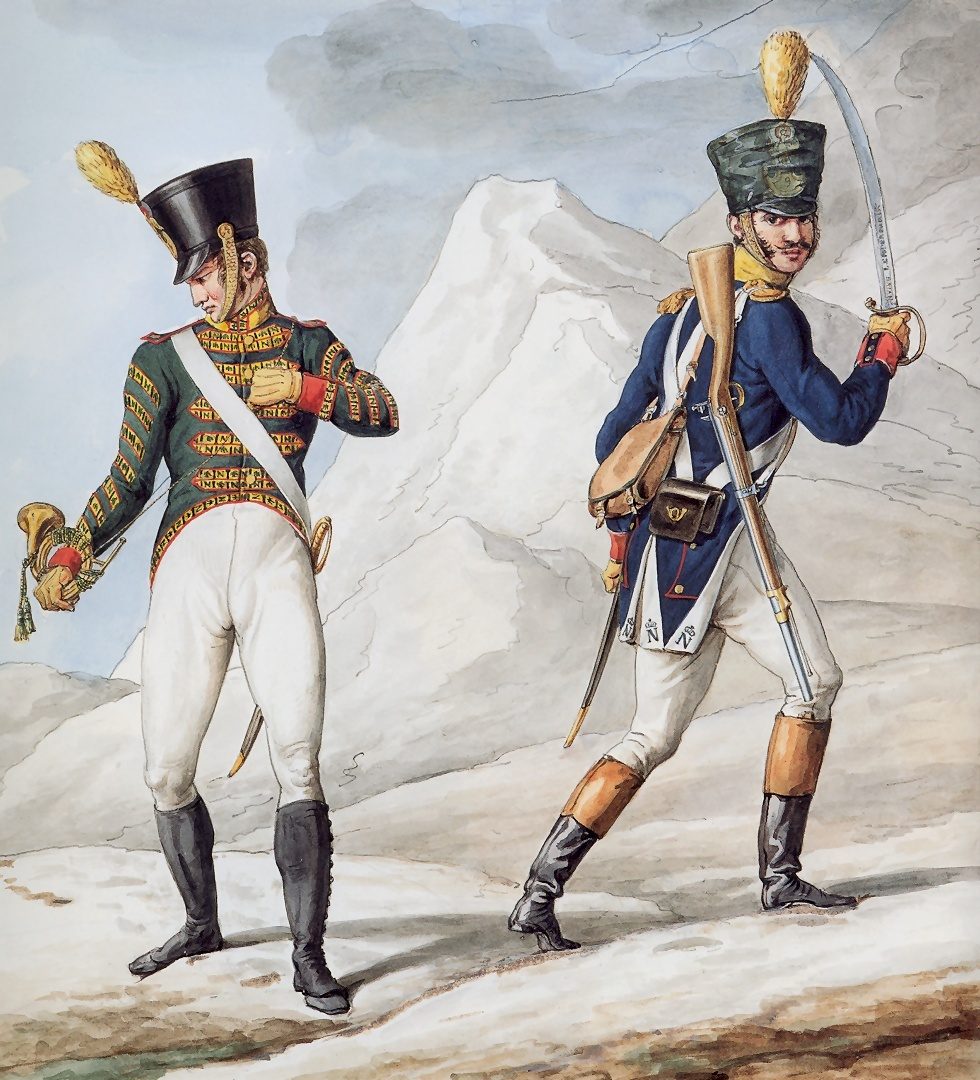
Corneta y oficial de Voltígeros, 1812.

Su uniforme, como el del resto del ejército, varió a lo largo de las guerras napoleónicas. 
Los cuerpos de infantería ligera previos portaban casacas de infantería de color verde oscuro con botones metálicos que mostraban el número del batallón. Poseían solapas verdes, con vivos colores específicos de la unidad, si bien hacia 1793 se introdujo en el ejército francés un uniforme azul basado en el uniforme que había portado la Guardia Nacional, que por entonces aún portaba bicornio. 
Este uniforme azul fue con el que se equipó a los hostigadores, aunque para entonces los bicornios habían sido sustituidos por el más popular chacó. No obstante, en 1806 Napoleón decidió cambiar el azul de los uniformes de infantería por uno totalmente blanco, adoptando el color que había portado tradicionalmente el Ejército Real. Fue una decisión impopular y al año siguiente los voltígeros, al igual que el resto del ejército francés, volvieron a vestir un uniforme azul, aunque a causa de las necesidades económicas se optó por un uniforme menos elaborado.
Será con este uniforme azul con el que acudirán a las campañas más importantes de las guerras napoleónicas, como la Guerra de independencia española, la invasión de Rusia y finalmente a su última batalla, Waterloo.